# 叶庭浒
叶庭浒，四川成都人，担任导演、视觉艺术师、歌手、赛车手的身份。

## 生平
出生在四川成都，担任导演、视觉艺术师、歌手、赛车手的身份,他曾为自己的梦想远赴泰国，曼谷的一个寺庙出家，因此，在他曼谷的僧侣结束后，他便进入泰国皇家艺术学院就读艺术学，随后在泰国从事艺术指导工作。陈道明携手某全球著名剃须品牌共同拍摄的迷你主题影片《梦使者》，叶庭浒包办词曲歌。
他所有作品中的创意拍摄后期主题曲均由一手包办。。